# Bikszád
Bikszád (románul: Bixad) település Romániában, Szatmár megyében.

## Fekvése
Az Avas hegység keleti oldalán, Avasújfalutól északnyugatra fekvő település.

## Nevének eredete
A bik (bükk) és szád (nyílás) szavak összetétele; jelentése "a bükkös erdő bejárata".

## Története
Bikszád egykor az avassági uradalommal együtt a meggyesi várhoz tartozott. Nevét már a 15. században is Bykzadnak írták, s  a Meggyesaljai Mórocz család volt birtokosa.
16. században a Báthoryaké, majd a Lónyay, Rhédey, és később a Wesselényi családé volt.
1604-ben Hosszúmező és Técső határperében volt említve.
1660-ban Kemény János erdélyi fejedelem is ide húzódott téli szállásra.
Bikszád-nak a 17. század óta két nevezetessége van: a kolostor és a gyógyfürdő.
Kolostora:
A Péter és Pálról elnevezett bikszádi apátságot 1689-ben alapította Károlyi Ézsaiás trapezunti szerzetes apát, akit 1703-ban a kolostort megtámadó oláhok öltek meg.
1753-ban a Szent Bazil görögkatolikus szerzetesrend vette birtokába, s övék volt még a 20. század elején is.
A kolostor búcsújáróhely, melyet mind a görög, mint a római szertartású hívek elzarándokolnak.
1898-ban egy tűzvészben a kolostor leégett, de rendfőnöke Pászthory Árpád újjáépíttette.
Gyógyfürdője:
Már a 17. században is országos hírű volt. Messze vidékekről keresték fel az itteni gyógyvizet.
A bikszádi gyógyvíz hatását tekintve már akkoriban is vetekedett a krancheni, gleichenbergi és niederseltersi forrásokkal.
Már a 19. században palackozták az itteni gyógyforrások vizét, s szinte a világ minden tájára szállítottak belőle.
A középkorban Bikszád erdőkkel borított környékén aranyat is bányásztak egy ideig.
A településnek a 19. század első felében több birtokosa is volt: például a gróf Teleki, a gróf Károlyi,
báró Wesselényi, báró Vécsey, Bagossy, Becsky, Darvay, Nagy, Szirmay, Máthay, Mándy, Dózsa, Tatár, Finta családok.
A 20. század elején legnagyobb birtokosa a gróf Károlyi család, és a Szent Bazil szerzetes rend volt.

## Nevezetességek
- Görögkatolikus templom – 1882-ben épült.
- Kolostor – Péter és Pálról elnevezett bikszádi apátság.
- Gyógyfürdő.

## Híres emberek
- Itt született 1942. augusztus 22-én Krizsán Géza magyar író, újságíró.